# Carlo Marenco
Carlo Marenco (Cassolnovo (Piemont), 1800. május 1. – Savona (Liguria), 1843. szeptember 20.) gróf, olasz színműíró, Leopoldo Marenco édesapja.

## Élete
Jogot tanult Torinóban, de csakhamar kizárólag a költészetre adta magát. Első tragédiája: Buondelmonte, 1828-ban került színre Torinóban, s ezután egymás után írta tragédiáit, melyeknek egy részét (La famiglia Foscarl, Adelisa, Manfredi, Arrigo di Savoia stb.) elő is adták, más része ellenben (Corso Donati, Ezzeliono III, Arnoldo di Brescia, Corradino stb.) csak könyvalakban jelentek meg. Marenco legnagyobb sikerét a Pia de' Tolommei tragédiájával érte el, melynek tárgyát Dante ide vágó epizódjából vette; ezt még a XIX. század végén is műsoron tartották. Irodalmi hagyatékából jelent meg: Tragedie inedite con l'aggiunta di alcune poesle (Firenze, 1856).